# In realtà io sono...
In realtà io sono... (実は私は?, Jitsu wa watashi wa) è un manga shōnen scritto e disegnato da Eiji Masuda, serializzato sulla rivista Weekly Shōnen Champion di Akita Shoten dal 31 gennaio 2013 al 16 febbraio 2017. Un adattamento anime, prodotto da TMS Entertainment e acquistato in Italia da Yamato Video, è stato trasmesso in Giappone tra il 6 luglio e il 28 settembre 2015.

## Trama
Asahi Kuromine, uno studente liceale che non sa tenere i segreti, scopre che Yōko Shiragami è in realtà una vampira, a cui è stato concesso dal padre di frequentare la scuola solo finché riuscirà a non farsi scoprire da qualcuno. Il segreto, però, è anche più difficile da mantenere, in quanto Yōko è una svampita, e un'amica di Asahi, Mikan, non fa altro che perseguitarli. Più tardi, Asahi sfortunatamente verrà a conoscenza dei segreti di altre ragazze, tra cui: Nagisa, una piccola aliena che controlla un esoscheletro robotico a forma umana, Shiho, un uomo lupo che cambia sesso ogni volta che vede la luna, Akane, una demone di mille anni che gestisce la scuola, ed altre, le quali metteranno seriamente alla prova il ragazzo, già impegnato a non rivelare a nessuno la vera natura di Yōko.

## Personaggi

I protagonisti Yōko e Asahi

Asahi Kuromine (黒峰 朝陽?, Kuromine Asahi)
Doppiato da: Natsuki Hanae
Uno studente liceale del secondo anno che non riesce mai a mantenere un segreto, al punto da essere soprannominato dai compagni "colino bucato". Innamorato di Yōko, proprio quando cerca di confessarle i suoi sentimenti, la becca in classe mentre si stiracchia le ali dopo la fine delle lezioni. A causa delle circostanze, deve quindi evitare di rivelare il suo segreto in giro per fare in modo che lei rimanga a scuola. Nel corso della serie, Asahi scopre anche i segreti di altre persone, la cui vera natura si rivela essere diversa dalle apparenze. Spesso costretto a fare da spalla in situazioni assurde, di solito finisce per ricoprire il ruolo di narratore nella storia attraverso i suoi monologhi interiori. Quando si ritrova davanti a scene perverse, tende anche a perdere sangue dal naso, tanto da essere soprannominato "Eromine" da Yōko.
Yōko Shiragami (白神 葉子?, Shiragami Yōko)
Doppiata da: Yū Serizawa
Yoko è una compagna di classe di Asahi e la figlia di un essere umano e di un vampiro. Anche se ha i canini lunghi tipici della sua razza, molte altre caratteristiche tipiche dei vampiri sono sminuite, come ad esempio il fatto che può abbronzarsi alla luce del sole o il sentirsi in colpa quando entra in una stanza se non invitata. Parla con un accento del Kansai, ma usa un modo di parlare educato e composto in modo da non esporre le zanne. Mentre inizialmente appare come una persona fredda e malinconica, la sua vera personalità è frizzante e distratta. Il suo sogno è quello di diventare una "bellezza fredda", obiettivo ancora da raggiungere. Anche se inizialmente il rapporto con Asahi è di sola amicizia (con gran disperazione di quest'ultimo), in seguito comincia a provare dei sentimenti romantici nei suoi confronti, ma li tiene per sé credendo che Asahi sia ancora attratto da Nagisa Aizawa. È spesso affamata, non essendo in grado di mangiare a pranzo per timore di rivelare i suoi denti.
Mikan Akemi (朱美 みかん?, Akemi Mikan)
Doppiata da: Reina Ueda
Mikan è un'"amica d'infanzia" di Asahi e una sadica che tende a torturare chiunque intervisti per il suo giornale scolastico. Infatti è la presidentessa del club giornalistico, che usa per pubblicare notizie scandalistiche, non importa su chi siano o cosa riguardino, e tutto solo per soddisfare la sua voglia di godere delle sofferenze altrui. Inutile dire che Asahi è la sua vittima preferita in questo. Segretamente quest'ultimo le piace, ma percepisce la propria mancanza di femminilità come una barriera impossibile da superare, e preferisce mantenere con lui un rapporto "predatore/preda". Indossa un paio di occhiali finti vinti da Asahi ad una festa quando erano più piccoli, in seguito diventato l'ospite di una dea della fortuna, che però finirà più per causare disgrazie che fare del bene. Ha due fratelli più piccoli di cui si prende cura.
Nagisa Aizawa (藍澤 渚?, Aizawa Nagisa)
Doppiata da: Inori Minase
Nagisa è una compagna di classe di Asahi e Yoko e la rappresentante di classe. Nel 2º episodio si scopre la sua vera identità di piccola aliena alta una spanna dentro un esoscheletro robotico. Prima dell'inizio della serie era l'interesse amoroso di Asahi, ma lei lo rifiutò credendo che il suo segreto sarebbe stato scoperto se avesse iniziato una relazione con lui. Lei, come la maggior parte degli amici di Asahi, è consapevole dei suoi sentimenti per Yōko, e comincia a provare qualcosa per lui dopo la scoperta della sua identità. La sua specie è militarista, e spesso utilizza la terminologia militare nel descrivere le cose. Il suo esoscheletro funziona con una batteria interna che deve essere ricaricata e in molte occasioni si esaurisce, generando situazioni imbarazzanti. Come Aizawa ha un tentacolo in cima alla testa così la sua unità esterna a grandezza normale ha una vite piantata nel medesimo punto, che la piccola aliena utilizza come portello per entrarvi. È meticolosa, anche se perde la sua compostezza quando si tratta di situazioni imbarazzanti. Ha un fratello che lei rispetta e al quale si ispira, anche se è meno affidabile di quanto credeva fosse inizialmente.
Akane Kōmoto (紅本 茜?, Kōmoto Akane)
Doppiata da: Mao Ichimichi
Preside del liceo di Asahi e demone millenario, ha però l'aspetto di una ragazzina, sebbene dotata di corna demoniache. Nonostante la sua età ha una personalità molto infantile, testimoniata tra le altre cose dalla sua grande passione per gli scherzi e i dolci. Si diverte molto a tormentare Akari, sua bis-bis-bis nipote, così come qualsiasi altro studente della scuola. Ha grandi poteri derivanti dalla sua natura demoniaca, come la possibilità di creare cloni di sé stessa, trasformare l'aspetto esteriore suo e delle sue copie e di spostare telepaticamente gli oggetti. Nonostante queste sue capacita, forse proprio per il suo comportamento infantile, Yōko tende spesso a chiamarla "Akane-chan", facendola infuriare.
Akari Kōmoto (紅本 明里?, Kōmoto Akari)
Doppiata da: Emi Nitta
Insegnante di Asahi ed ex delinquente conosciuta come "Akari delle Mille Visite" a causa dell'essere stata rifiutata da alcuni ragazzi in molte scuole diverse. Akane è il suo bis-bis-nonna, e mentre lei non sembra avere alcun potere demoniaco la sua irascibilità e la capacità di combattimento le permette di regolare i comportamenti scorretti dell'infantile bisnonna. Consapevole dei vari segreti dei propri studenti, tenta di essere una figura autoritaria affidabile. Tuttavia spesso si ritrova trascinata in situazioni terribili come l'andarci pesante con l'alcool, il suo desiderio quasi impossibile nel quale un uomo perfetto appaia letteralmente su un cavallo bianco per sposarla e la tanto disastrosa quanto diabolica malizia di Akane.
Shiho Shishido (紫々戸 獅穂?, Shishido Shiho) / Shirō (獅狼?)
Doppiata/o da: Aya Uchida (Shiho), Ken'ichi Miya (Shirō)
Amica d'infanzia di Yoko, è una lupa mannara che si trasforma in maschio quando vede la luna. In queste fattezze prende il nome di Shiro, ha l'aspetto intimidatorio del tipico teppista di strada, lunghe zanne al posto dei denti normali ed è innamorato di Yoko, mentre quando è Shiho ha l'aspetto di una ragazza procace con una personalità giocosa e perversa. Shiho è la personalità dominante tra i due, dunque è consapevole di ciò che succede anche quando è Shiro ad avere il controllo. Tenta spesso di forzare Yoko ad ammettere i suoi sentimenti per Asahi, il quale viene spesso stuzzicato maliziosamente da lei. Suo padre è un lupo mannaro, mentre sua madre un'umana conosciuta per essere una "carismatica pervertita".
Rin Kiryūin (黄龍院 凜?, Kiryūin Rin)
Karen Shirogane (銀 華恋?, Shirogane Karen)
Okada (岡田?), Sakurada (桜田?), Shimada (嶋田?)
Doppiati da: Daisuke Hirakawa, Wataru Hatano, Hiro Shimono
Genjirō Shiragami (白神 源二郎?, Shiragami Genjirō)
Doppiato da: Rikiya Koyama
Tōko Shiragami (白神 桐子?, Shiragami Tōko)
Doppiato da: Yōko Hikasa

## Media

### Manga
Il manga, scritto e disegnato da Eiji Masuda, è stato serializzato sul Weekly Shōnen Champion di Akita Shoten dal 31 gennaio 2013 al 16 febbraio 2017. I vari capitoli sono stati raccolti in ventidue volumi tankōbon, pubblicati tra il 7 giugno 2013 e l'8 marzo 2017. In America del Nord i diritti sono stati acquistati da Seven Seas Entertainment.

#### Volumi
| Nº | Data di prima pubblicazione | Data di prima pubblicazione | Data di prima pubblicazione |
| Nº | Giapponese                  | Giapponese                  |                             |
| -- | --------------------------- | --------------------------- | --------------------------- |
| 1  | 7 giugno 2013               | ISBN 978-4-253-22168-9      |                             |
| 2  | 8 agosto 2013               | ISBN 978-4-253-22169-6      |                             |
| 3  | 8 ottobre 2013              | ISBN 978-4-253-22170-2      |                             |
| 4  | 6 dicembre 2013             | ISBN 978-4-253-22171-9      |                             |
| 5  | 7 febbraio 2014             | ISBN 978-4-253-22172-6      |                             |
| 6  | 8 maggio 2014               | ISBN 978-4-253-22173-3      |                             |
| 7  | 8 luglio 2014               | ISBN 978-4-253-22174-0      |                             |
| 8  | 8 settembre 2014            | ISBN 978-4-253-22175-7      |                             |
| 9  | 8 dicembre 2014             | ISBN 978-4-253-22176-4      |                             |
| 10 | 6 febbraio 2015             | ISBN 978-4-253-22177-1      |                             |
| 11 | 8 aprile 2015               | ISBN 978-4-253-22521-2      |                             |
| 12 | 8 luglio 2015               | ISBN 978-4-253-22522-9      |                             |
| 13 | 8 settembre 2015            | ISBN 978-4-253-22523-6      |                             |
| 14 | 6 novembre 2015             | ISBN 978-4-253-22524-3      |                             |
| 15 | 8 gennaio 2016              | ISBN 978-4-253-22525-0      |                             |
| 16 | 8 aprile 2016               | ISBN 978-4-253-22526-7      |                             |
| 17 | 8 giugno 2016               | ISBN 978-4-253-22527-4      |                             |
| 18 | 8 agosto 2016               | ISBN 978-4-253-22528-1      |                             |
| 19 | 7 ottobre 2016              | ISBN 978-4-253-22529-8      |                             |
| 20 | 8 dicembre 2016             | ISBN 978-4-253-22530-4      |                             |
| 21 | 8 febbraio 2017             | ISBN 978-4-253-22801-5      |                             |
| 22 | 8 marzo 2017                | ISBN 978-4-253-22802-2      |                             |

### Anime
Un adattamento anime, prodotto da TMS Entertainment e diretto da Yasutaka Yamamoto, è andato in onda dal 6 luglio al 28 settembre 2015. Le sigle di apertura e chiusura sono rispettivamente Himitsu o chōdai (ひみつをちょーだい?) degli Ars Magna e Ienai ienai (言えない言えない?) degli Hilcrhyme. In Italia la serie è stata acquistata da Yamato Video e trasmessa prima in streaming dal 17 settembre 2015 su YouTube e poi in TV dal 3 novembre 2015 su Man-ga; in altre parti del mondo, invece, lo streaming è stato effettuato in simulcast da Crunchyroll. In America del Nord i diritti sono stati acquistati da Discotek Media, mentre in Australia e Nuova Zelanda la distribuzione digitale è stata a cura di AnimeLab.

#### Episodi
| Nº | Titolo italiano Giapponese 「Kanji」 - Rōmaji                                             | In onda           | In onda          |
| Nº | Titolo italiano Giapponese 「Kanji」 - Rōmaji                                             | Giapponese        | Italiano         |
| 1  | Mi dichiarerò! 「告白しよう！」 - Kokuhaku shiyō!                                         | 6 luglio 2015     | 3 novembre 2015  |
| 2  | Proteggerò il segreto! 「秘密を守ろう！」 - Himitsu o mamorō!                             | 13 luglio 2015    | 10 novembre 2015 |
| 3  | Attenzione agli amici d'infanzia! 「幼馴染に気をつけよう！」 - Osananajimi ni kiotsukeyō! | 20 luglio 2015    | 17 novembre 2015 |
| 4  | Salviamo la capoclasse! 「委員長を助けよう！」 - Iinchō o tasukeyō!                       | 27 luglio 2015    | 24 novembre 2015 |
| 5  | Un appuntamento? Andiamo! 「デート？しよう！」 - Dēto? Shiyō!                             | 3 agosto 2015     | 1º dicembre 2015 |
| 6  | Attenti all'uomo lupo! 「狼男に注意しよう！」 - Ōkami otoko ni chūi shiyō!                | 10 agosto 2015    | 8 dicembre 2015  |
| 7  | Facciamoci sexy! 「セクシーになろう！」 - Sekushī ni narō!                                | 17 agosto 2015    | 15 dicembre 2015 |
| 8  | Salviamo il mondo! 「世界を救おう！」 - Sekai o sukuō!                                    | 24 agosto 2015    | 22 dicembre 2015 |
| 9  | Mettiamoci il costume da bagno! 「水着に着替えよう！」 - Mizugi ni kigaeyō!               | 31 agosto 2015    | 29 dicembre 2015 |
| 10 | Siamo onesti! 「素直になろう！」 - Sunao ni narō!                                         | 7 settembre 2015  | 5 gennaio 2016   |
| 11 | Andiamo alla sagra estiva! 「夏祭りに行こう！」 - Natsumatsuri ni ikō!                    | 14 settembre 2015 | 12 gennaio 2016  |
| 12 | Fermiamo la confessione! 「告白を阻止しよう！」 - Kokuhaku o soshi shiyō!                 | 21 settembre 2015 | 19 gennaio 2016  |
| 13 | Torniamo a casa insieme! 「一緒に帰ろう！」 - Issho ni kaerō!                             | 28 settembre 2015 | 26 gennaio 2016  |